# Габријел Араја
Габријел Араја (шп. Gabriel Araya; 7. април 1999) чилеански је пливач чија специјалност су трке делфин и слободним стилом на 100 и 200 метара.

## Спортска каријера
Дебитантски наступ на међународној сцени Араја је имао на светском јуниорском првенству у Индијанаполису 2017. где се такмичио у спринтерским тркама слободним и делфин стилом, али без неких значајнијих резултата. Годину дана касније започео је и са такмичењима у конкуренцији сениора, а први значајнији наступ имао је на светском првенству у малим базенима у кинеском Хангџоуу где је освојио 31. место у трци на 200 делфин, односно 45. место на двоструко краћој деоници делфин стила.
У јуну 2019. дебитовао је на светском првенству у великим базенима које је одржано у корејском Квангџуу, а где је наступио у две дисциплине. Иако времена која је испливао нису била довољна за пласман у полуфинала, Араја је у обе трке поставио личне рекорде — на 100 слободно заузео је 64. (51,34), а на 200 делфин 35. место (2:01,63).
Највећи успех у дотадашњој међународној каријери постигао је на Панамеричким играма у Лими 2019. где је пливао у три Б финала — на 100 слободно (укупно 14. место), на 200 слободно (12) и 200 делфин (13. место).